# سكوت تايلور (كاتب)
سكوت تايلور هو صحفي وكاتب كندي، ولد في 30 ديسمبر 1960 في إيست يورك ‏ في كندا.